# Собор Святых Михаила и Георгия (Грейамстаун)
Собор Святого Михаила и Святого Георгия — старейший англиканский собор Южной Африки, расположенный в городе Грейамстаун (Восточно-Капская провинция), резиденция епископа Грейамстауна. Величественный шпиль собора возвышается на 54 метра, что делает его самым высоким в Южной Африке.
Строительство собора в новом городе, основанном на границе Капской колонии, началось в 1824 году. Во время Кафрских войн недостроенный ещё собор неоднократно служил убежищем для женщин и детей Грейамстауна, насчитывавшего тогда около 3 тысяч человек населения. 21 сентября 1850 года собор был освящён преподобным Робертом Греем, епископом Кейптауна, во имя святого Георгия. Роберт Грей отмечал, что собор хорошо расположен, но архитектура его проста и неинтересна. В 1853 году собор становится кафедральным. Современная башня собора с её элегантным шпилем авторства сэра Джорджа Гилберта и часами была завершена лишь в 1879 году.
В 1912 году, к столетию Грейамстауна, было принято решение о реконструкции собора. Сэр Гилберт Скотт создал проект нового храма в неоготическом стиле. От старой церкви фактически осталась лишь южная стена. Новое здание было закончено в 1952 году и получило строгую отделку из гранита и серого песчаника. Тогда же была построена часовня Богоматери. Внутри церковь имеет оштукатуренные стены и мраморные колонны; привлекают внимание узкие готические витражи в южной стене, которым уже более ста лет. Яркое украшение собора — кованные дверные петли на 17 его дверях, которые являются подлинными произведениями кузнечного искусства и не повторяются.
Собор Святого Михаила и Святого Георгия вмещает до 500 прихожан.